# ریکاردو گارسیا آمبروا
ریکاردو گارسیا آمبروا (اسپانیایی: Ricardo García Ambroa‎؛ زادهٔ ۲۶ فوریه ۱۹۸۸) دوچرخه‌سوار اهل اسپانیا است. وی عضو تیم‌هایی همچون ایوسکالتل-ایوسکادی بوده است.